# Núi Kita
Núi Kita (北岳 (Bắc nhạc) Kita-take) là một ngọn núi thuộc dãy núi Akaishi−"Alps phía nam" (南アルプス Minami-Arupusu), tại tỉnh Yamanashi, Nhật Bản.

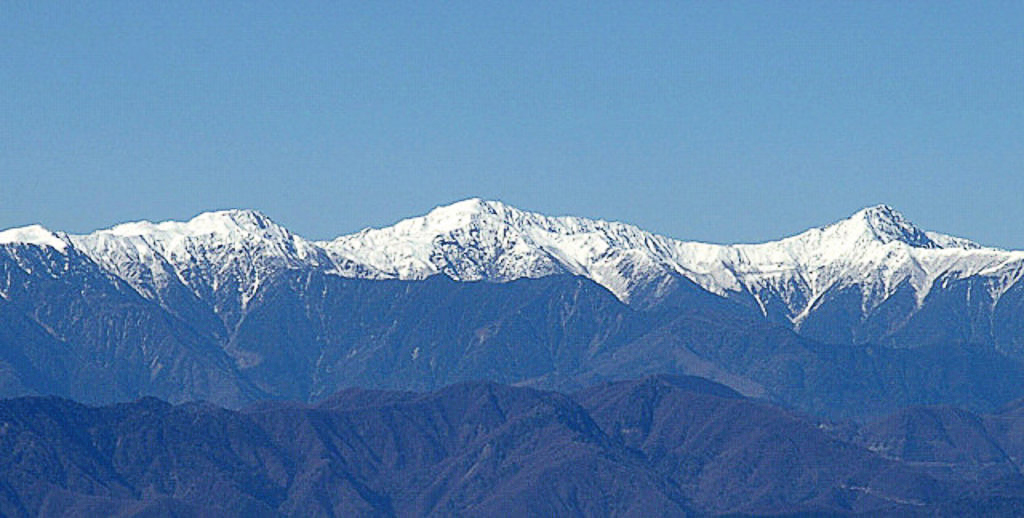
Shiranesanzan (từ trái qua phải: núi Nōtori, núi Aino, núi Kita), quan sát từ Núi Kenashi tại tỉnh Shizuoka (tháng 11 năm 2006)

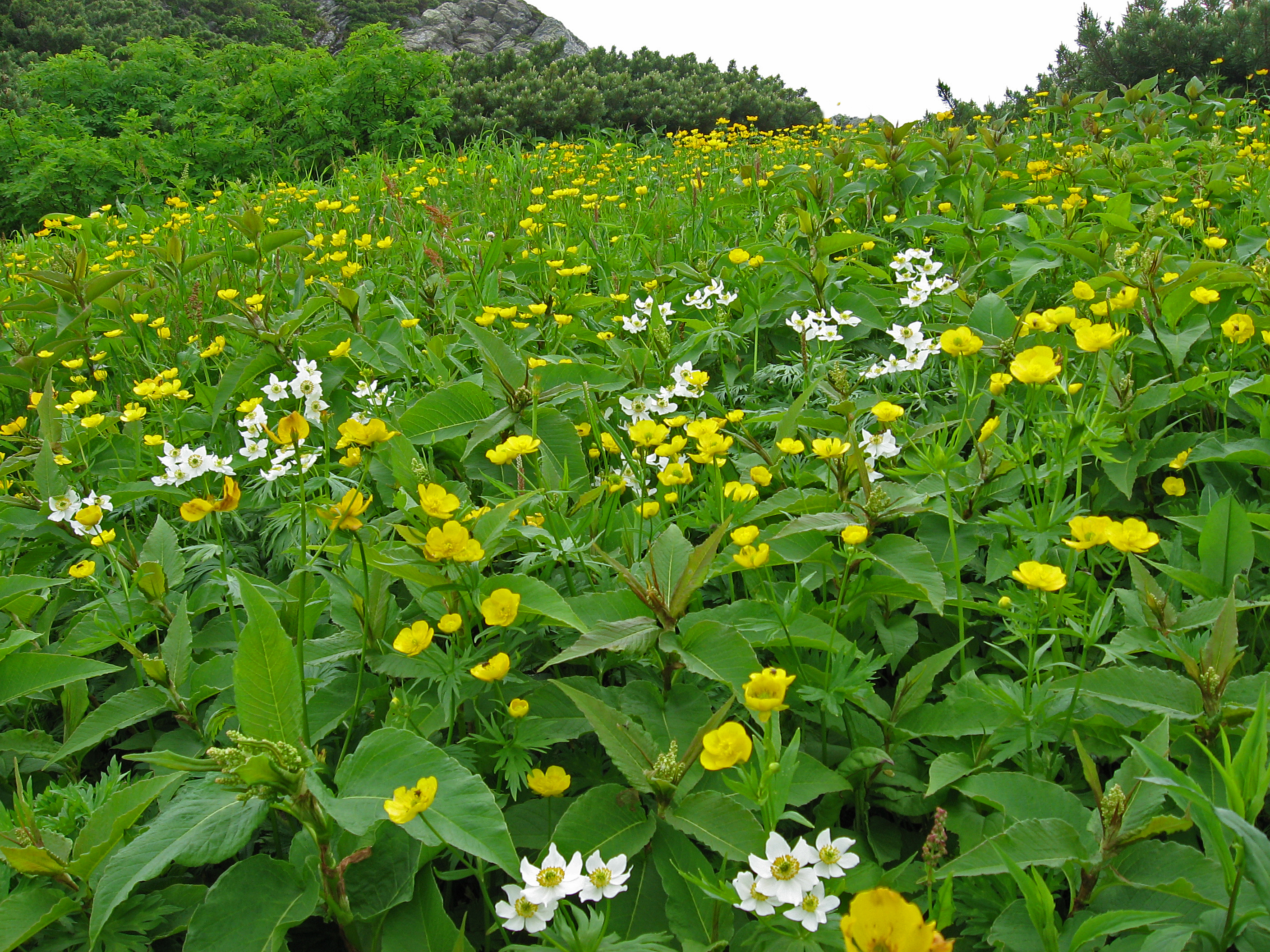
Kusasuberi

Đây là núi cao thứ nhì Nhật Bản, sau núi Fuji, và được gọi là "đứng đầu dãy Alps phía nam". Núi này năm trong 100 núi nổi tiếng Nhật Bản. Núi tọa lạc trong vườn quốc gia Minami Alps, gần thành phố Minami-Alps.